# Virgílio de Lemos
 José Virgílio da Silva Lemos, conhecido por Virgílio de Lemos (Penedo, 27 de julho de 1863 — Salvador, 26 de janeiro de 1926), foi um advogado. jornalista, professor, escritor e político brasileiro, imortal fundador da Academia de Letras da Bahia, Cadeira 34. 

## Biografia
Filho de Sesóstris da Silva Lemos e de Maria dos Anjos de Farias Lemos. Casado com Maria Carolina de Lemos com quem teve dois filhos. 
É autor das seguintes obras: A questão da inelegibilidade (1911); A língua portuguesa no Brasil (1916); Da classificação das ciências jurídicas (1916); A fantasia da vogal preta (1924). 
Matriculou-se em 1885 na Faculdade de Medicina da Bahia, mas abandonou o curso  para se dedicar ao ensino particular e às causas abolicionistas ao lado de Raimundo Bizarria, Eduardo Carigé e  de Luís Anselmo da Fonseca 
Tornou-se diretor do Diário de Notícias e fundou o Diário do Povo, no qual fez propaganda do regime republicano a partir de 1888. 
Exerceu o magistério de 1890 a 1895.
Foi eleito deputado estadual para o período de 1892 a 1894 e afastado por acontecimentos políticos e passou a dedicar-se ao direito,  ingressando na Faculdade de Direito da Bahia, pela qual se diplomou em 1897.
Em 1900 submeteu-se a concurso, sendo aprovado e nomeado para a cadeira de direito internacional, e transferindo-se depois para a cadeira de filosofia do direito. 
Assumiu uma cadeira no Senado Estadual no lugar de Graciliano Pedreira de Freitas, que havia renunciado no ano de 1909 e foi reeleito na legislatura seguinte (1911-1912). 
Retornou à Câmara dos Deputados em 1924, mas não chegou ao fim da legislatura. Faleceu em Salvador no dia 26 de janeiro de 1926 , no exercício do mandato de deputado federal